# Stilbomyella nitens
Stilbomyella nitens är en tvåvingeart som beskrevs av Malloch 1935. Stilbomyella nitens ingår i släktet Stilbomyella och familjen spyflugor. Inga underarter finns listade i Catalogue of Life.